# Stigmatophora torrens
Stigmatophora torrens är en fjärilsart som beskrevs av Butler 1879. Stigmatophora torrens ingår i släktet Stigmatophora och familjen björnspinnare. Inga underarter finns listade i Catalogue of Life.